# Юрьевка (Братский район)
Юрьевка (укр. Юр'ївка) — село в Братском районе Николаевской области Украины.
Основано в 1924 году. Население по переписи 2001 года составляло 188 человек. Почтовый индекс — 55444. Телефонный код — 5131. Занимает площадь 0,411 км².

## Местный совет
55444, Николаевская обл., Братский р-н, с. Миролюбовка, ул. Щорса, 35